# Afroiassus cristatus
Afroiassus cristatus är en insektsart som beskrevs av Rauno E. Linnavuori och Quartau 1975. Afroiassus cristatus ingår i släktet Afroiassus och familjen dvärgstritar. Inga underarter finns listade i Catalogue of Life.